# Marino Grimani (kardinaal)

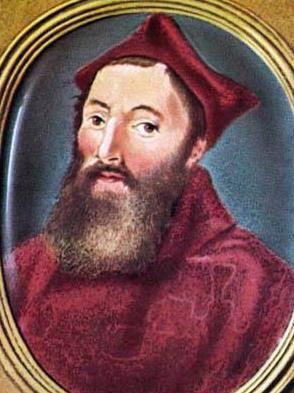
Kardinaal Marino Grimani

Marino Grimani (Venetië, 1488 of 1489 – Orvieto, 28 september 1546) was een Italiaans kardinaal en pauselijk legaat. Hij stamde uit een Venetiaanse patriciërsfamilie.

## Levensloop
Grimani was een neef van kardinaal Domenico Grimani en de derde zoon van Gerolamo Grimani en Elena Priuli. Door zijn familie voorbestemd voor het kerkelijk ambt, werd hij op 16 augustus 1508 (hij was nog geen twintig) benoemd tot bisschop van Ceneda, maar hij mocht het ambt niet uitvoeren voor hij de canoniek vastgelegde leeftijd van 27 jaar had bereikt.
Op 19 januari 1517 werd hij benoemd tot patriarch van Aquileia. Op het consistorie van 3 mei 1527 werd hij door paus Clemens VII benoemd tot kardinaal. Als kardinaal nam hij deel aan het conclaaf van 1534, waar Paulus III tot paus werd verkozen.
In 1533 verwierf hij de bisschopszetel van Concordia en in 1534 werd hij aangesteld tot administrateur van het bisdom van Città di Castello en van Saint-Pons-de-Thomières. In 1535 werd hij aangesteld als pauselijk legaat in Perugia in Umbrië.
In 1543 werd hij vicedeken van het College van Kardinalen. Hij werd ook nog in 1544 pauselijk legaat in Parma en in Piacenza en vanaf 1545 mocht hij zich Latijns patriarch van Constantinopel noemen.
Hij overleed op 18 september 1546 tijdens een bezoek aan Orvieto en werd daar in de kathedraal, de Duomo di Orvieto, begraven. Later werd zijn stoffelijk overschot overgebracht naar Venetië en begraven in de San Francesco della Vigna niet ver van het graf van zijn oom kardinaal.